# Cheumatopsyche guerneana
Cheumatopsyche guerneana är en nattsländeart som beskrevs av Navás 1916. Cheumatopsyche guerneana ingår i släktet Cheumatopsyche och familjen ryssjenattsländor. Inga underarter finns listade i Catalogue of Life.